# Campomarino Lido
Campomarino Lido este unul dintre cele patru cătune din Campomarino. Este situat între Marea Adriatică și drumul de stat 16 Adriatica. Pe lângă numeroasele activități turistice, aici se află și gara Campomarino.
Spre deosebire de perioada de vară, când locul este aglomerat de turiști, în timpul iernii un număr mic de familii locuiește în acest cătun.
La mai puțin de un kilometru distanță de centrul orașului, este o destinație pentru turismul de vară pe litoral și are un port turistic recent construit. Plajele, largi și curate, sunt înconjurate de păduri luxuriante de pini care merg de la Saccione până la gura râului Biferno, unde coasta este curbată și închisă spre nord de un promontoriu pe care se află Termoli și portul său.
Afluxul turistic, conform datelor Oficiului Provincial de Turism, anul 1995, constă în aproximativ 100.000 de prezențe în perioada estivală.
În 2004 și în alți ani, mările din Campomarino au obținut Steagul Albastru pentru sănătatea și frumusețea locurilor, împreună cu Termoli, un alt municipiu de coastă și turistic din Molise.